# Lijst van beschermd erfgoed in Fléron
Onderstaande tabel geeft een overzicht van de beschermde erfgoederen in de gemeente Fléron. Het beschermd erfgoed maakt deel uit van het cultureel erfgoed in België.
| Object | Bouwjaar/architect | Deelgemeente | Adres                                | Coördinaten                   | Nummer?                | Afbeelding                                                                                      |
| --- | ------------------ | ------------ | ------------------------------------ | ----------------------------- | ---------------------- | ----------------------------------------------------------------------------------------------- |
| Gevels en daken van de gebouwen aan Heid des Chênes n°s 38 en 40, uitgezonderd de recente bijgebouwen aan de noordgevel en hoofdgebouw                                                |                    |              |                                      | 50° 37' 29" NB, 5° 40' 42" OL | 62038-CLT-0004-01 Info |                                                                                                 |
| Totaal van orgels in de kerk Saint-Denis, inclusief het platform en leuning |                    |              | Fléron                               | 50° 37' 20" NB, 5° 41' 1" OL  | 62038-CLT-0005-01 Info |                                                                                                 |
| Hele salon op de begane grond van nummer 8 (deel linkerkant van het hoofdgebouw), waaronder muurschilderingen, houten lambrisering, een open haard, en de deur uit de achttiende eeuw |                    |              | rue Heid-des-Chênes n° 6-8 te Fléron | 50° 37' 22" NB, 5° 40' 58" OL | 62038-CLT-0006-01 Info |                                                                                                 |
| Totaliteit van kerk Sainte-Julienne (exterieur en interieur, inclusief de decoratie en meubels)                                                                                       |                    |              | Voie des Chanoines n°12              | 50° 38' 3" NB, 5° 41' 58" OL  | 62038-CLT-0009-01 Info | Totaliteit van kerk Sainte-Julienne (exterieur en interieur, inclusief de decoratie en meubels) |
| Site van Heid des Chênes: gebied van bijzondere waarde |                    |              |                                      | 50° 37' 39" NB, 5° 40' 55" OL | 62038-CLT-0010-01 Info |                                                                                                 |